# روذرفورد بيج
روذرفورد بيج (بالإنجليزية: Frank Jones Sulloway)‏ هو طيار أمريكي، ولد في 27 أبريل 1887 في مانهاتن في الولايات المتحدة، وتوفي في 22 يناير 1912 في لوس أنجلوس في الولايات المتحدة.